# Фондирование (банковское дело)
Фонди́рование — формирование финансовых ресурсов банка для финансирования его активных операций. В широком смысле под фондированием понимают формирование как собственных, так и привлечённых банковских ресурсов. В узком смысле под фондированием понимают формирование только привлечённых ресурсов.
По срокам фондирование делится на долгосрочное и краткосрочное. Источниками долгосрочного фондирования являются средства акционеров банка; долгосрочные депозиты клиентов; ресурсы, привлекаемые с рынка капиталов. Источниками краткосрочного фондирования являются инструменты денежного рынка; средства клиентов на краткосрочных депозитах, текущих и расчётных счетах. Планирование деятельности банка направлено на обеспечение его ликвидности, то есть на соответствие между сроками, на которые привлекаются ресурсы банка (сроками обязательств), и сроками, на которые эти ресурсы задействуются в его активных операциях (ликвидностью активов).
Ставка фондирования — это стоимость привлечённых ресурсов. Ставка фондирования варьируется от условно высокой (например для выпущенных облигаций банка), до условно низкой (например, для средств клиентов на текущих и расчётных счетах). Планирование деятельности банка направлено на обеспечение его рентабельности, то есть на соответствие между ставкой фондирования (стоимостью капитала) с одной стороны — и доходностью от его активных операций с другой стороны.
Финансовая устойчивость банка зависит от структуры его ресурсной базы по срокам и стоимости в сопоставлении со структурой его активов. Например, ускорение инфляции и связанный с этим рост стоимости фондирования может привести к тому, что в невыгодном положении окажутся банки, у которых высокую долю в активах занимает ипотека, выданная по сравнительно низким ставкам до начала инфляции.